# La Cour-Marigny
La Cour-Marigny är en kommun i departementet Loiret i regionen Centre-Val de Loire strax norr Frankrikes mitt. Kommunen ligger i kantonen Lorris som tillhör arrondissementet Montargis. År 2022 hade La Cour-Marigny 367 invånare.

## Befolkningsutveckling
Antalet invånare i kommunen La Cour-Marigny
| Referens: INSEE |